# پرونده نوشتاری
پروندهٔ نوشتاری یا فایل متنی (به انگلیسی: Text file) یک گونه پروندهٔ رایانه‌ای است که به صورت سطرهایی در یک متن الکترونیک سازماندهی شده‌است.